# Curryville
Curryville és una població dels Estats Units a l'estat de Missouri. Segons el cens del 2000 tenia 251 habitants.

## Demografia
Segons el cens del 2000, Curryville tenia 251 habitants, 106 habitatges, i 71 famílies. La densitat de població era de 346,1 habitants per km².
Dels 106 habitatges en un 32,1% hi vivien nens de menys de 18 anys, en un 49,1% hi vivien parelles casades, en un 17% dones solteres, i en un 32,1% no eren unitats familiars. En el 28,3% dels habitatges hi vivien persones soles el 6,6% de les quals corresponia a persones de 65 anys o més que vivien soles. El nombre mitjà de persones vivint en cada habitatge era de 2,37 i el nombre mitjà de persones que vivien en cada família era de 2,93.
Per edats la població es repartia de la següent manera: un 26,7% tenia menys de 18 anys, un 8% entre 18 i 24, un 25,1% entre 25 i 44, un 29,5% de 45 a 60 i un 10,8% 65 anys o més.
L'edat mediana era de 35 anys. Per cada 100 dones de 18 o més anys hi havia 85,9 homes.
La renda mediana per habitatge era de 27.500 $ i la renda mediana per família de 29.583 $. Els homes tenien una renda mediana de 27.679 $ mentre que les dones 16.250 $. La renda per capita de la població era de 13.032 $. Entorn del 17,1% de les famílies i el 22,7% de la població estaven per davall del llindar de pobresa.

## Poblacions més properes
El següent diagrama mostra les poblacions més properes.